# Музей історії та культури євреїв Буковини
Музе́й істо́рії та культу́ри євре́їв Букови́ни відкрито у Чернівцях у колишньому Єврейському народному Домі (нині Центральний міський палац культури) у дні святкування 600-літт

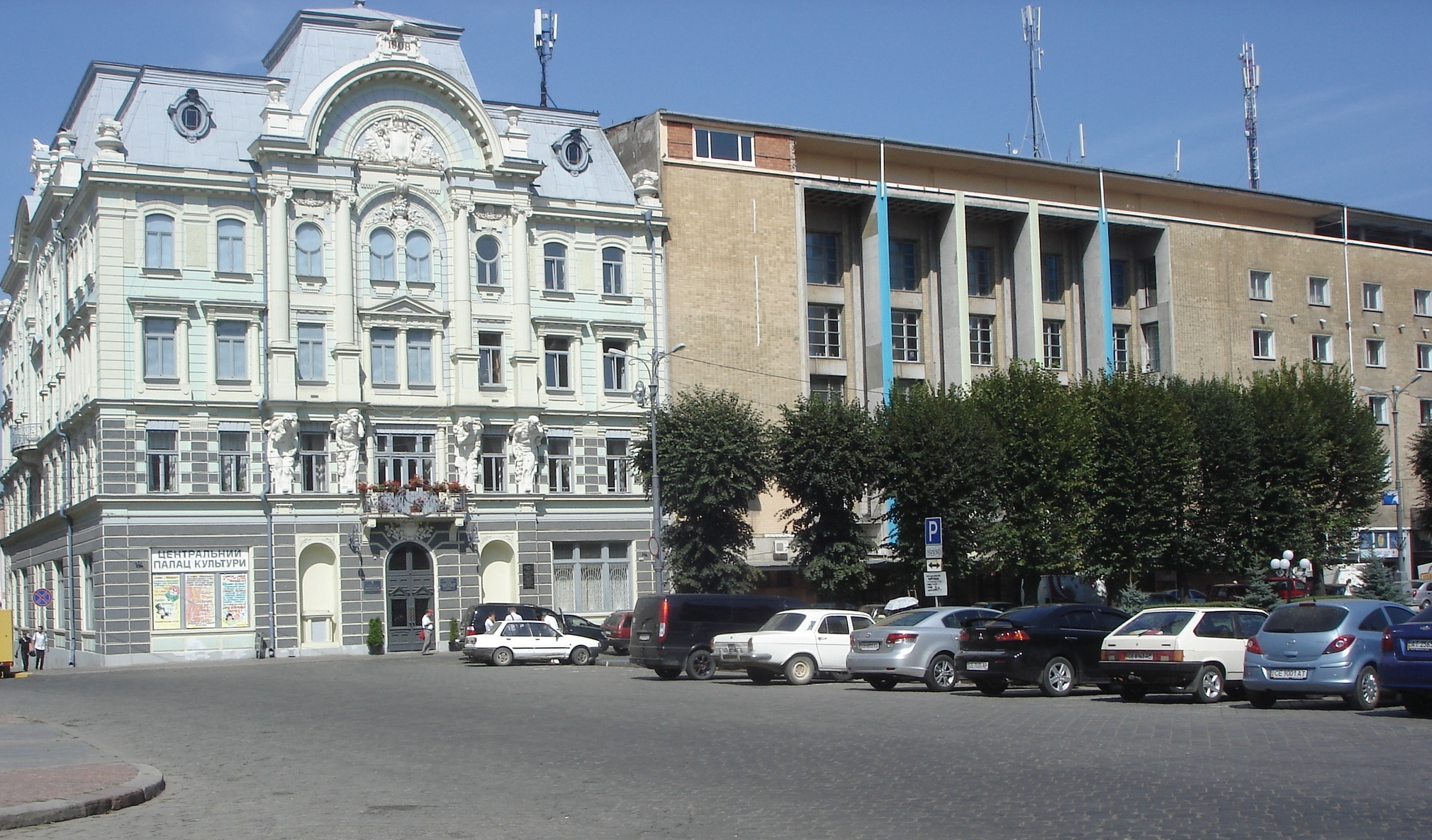
Єврейський народний дім (зліва), в якому міститься Музей історії та культури євреїв Буковини

## Засновники музею
Засновниками музею є:
- Евроазійський єврейський конгрес (Президент Олександр Машкевич[ru]).
- Асоціація єврейських організацій та громад (Ваад) України (Голова Йосиф Зісельс)
- Чернівецький єврейський громадсько-культурний фонд (Голова Йосиф Зісельс)

## Концептуальна ідея музею

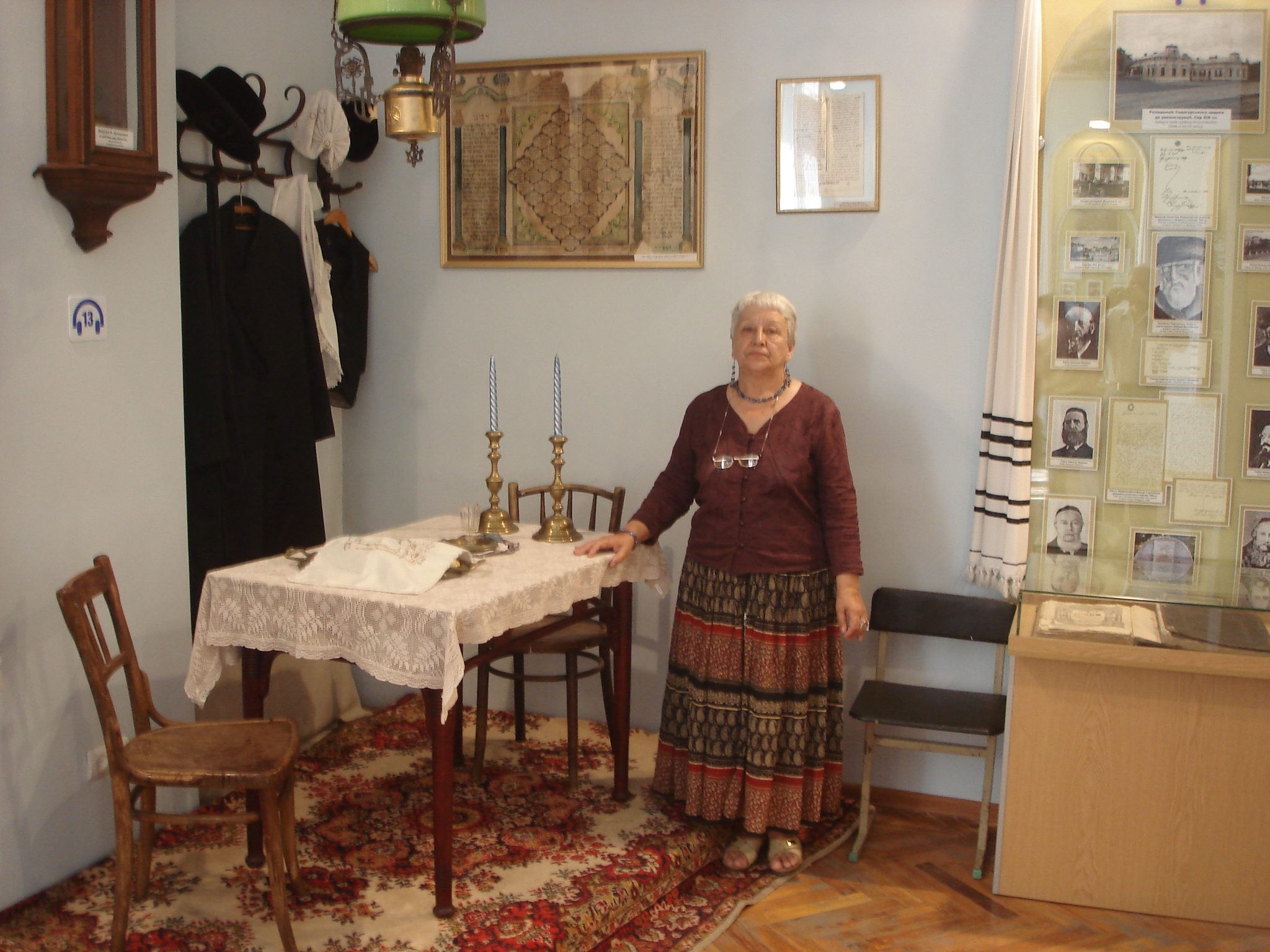
Шевченко Наталя — одна з основних розробників музею

## Концептуальна ідеямузею[2]
Концептуальна ідея музею: музей не повинен бути єврейським музеєм взагалі, але повинен намагатися бути «субетнічним» музеєм, тобто відображати та підкреслювати характерні риси саме буковинського єврейства — буковинського феномена XIX — початку XX сторіч на Буковині, який суттєво відрізнявся від феноменів сусідніх галицького, бессарабського та подільського єврейства.

## Будівничі музею
- 1. Тематико-експозиційний план музею розроблений дослідником Наталією Шевченко.
- 2. Оформлення стаціонарної експозиції виконав львівський художник Роман Батіг.
- 3. Формування фондів.

Тематичні розділи експозиції створені дослідниками Чернівецького національного університету імені Юрія Федьковича.
Документи надані Державним архівом Чернівецької області, науковцями Єрусалимського університету (Ізраїль), Колумбійського університету та інститутом ІВО («Їдише віссеншафтліхе організаціє») у Нью-Йорку, музеєм Голокосту у Вашингтоні (США).
У будівництві музею брали участь благодійний фонд «Хесед Шуша-на», центр «Ор Авнер», відомі краєзнавці, колекціонери, представники діаспори, спонсори.

## Контактна інформація
Адреса музею: 58000, м. Чернівці, Театральна площа, 5/1. Офіційна вебсторінка: .

## Дирекція музею

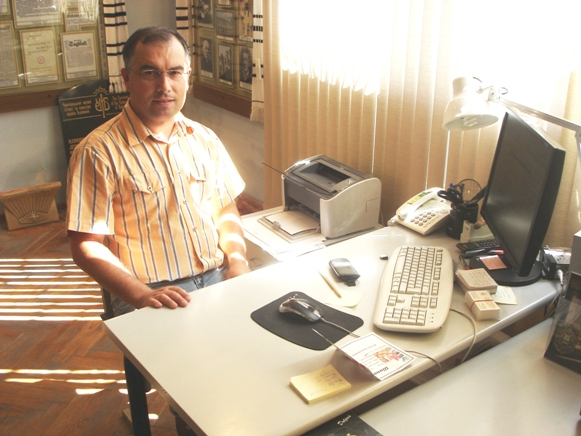
Директор музею — Кушнір М. П.

Директор музею: Кушнір Микола Петрович.
Першим директором музею була Шевченко Наталія Дмитрівна.

## Експозиція музею

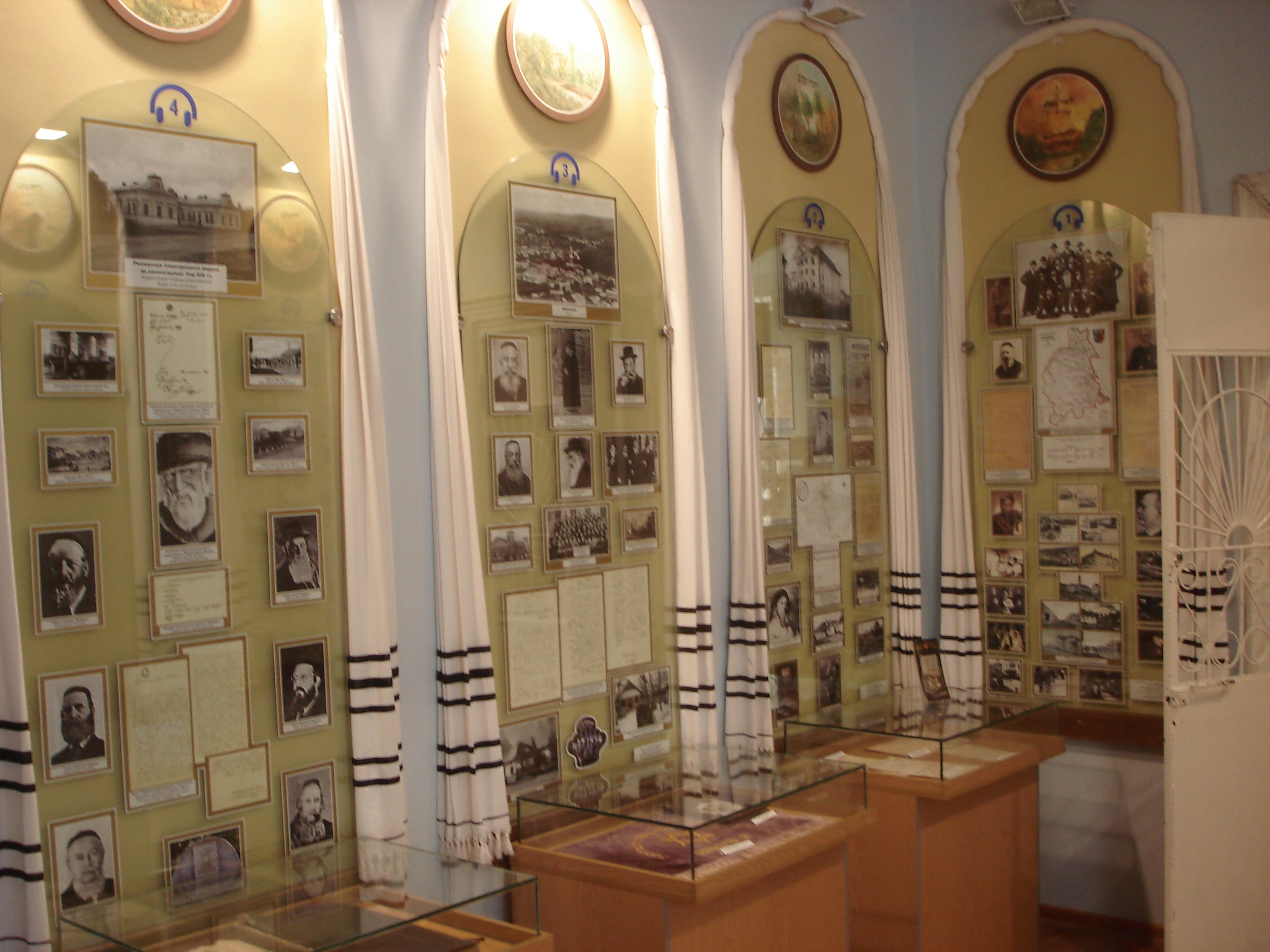
Фрагмент експозиції малої зали

Постійна експозиція розгорнута у двох залах і створює декілька розташованих зі зміщенням по вертикалі змістових кіл:
- Верхнє(архітектурне) — коло фотографій єврейських релігійних та громадських будинків Буковини;
- Середнє — коло єврейського життя, єврейського релігійного року, позначене знаками зодіаку;
- Нижнє — інформаційне коло з 12 стендів, де хронологічно висвітлений період існування єврейської громади, починаючи з кінця XVIII до середини XX століття.

Одночасно всі ці кола разом символізують послідовну трансформацію єврейської енергетики від домінуючої релігійної наприкінці XVIII-на початку XIX сторіччя, через освітню та культурну домінанту другої половини XIX — до політичної активності початку XX сторіччя.
Значна кількість експонатів — оригінальні книги, документи, поштові листівки, предмети побуту та релігії.

### Мала зала
У першій залі представлена загальна інформація та державні документи щодо євреїв на Буковині часів Австрії.
Акцентується увага на традиції, релігійному житті та обрядах юдеїв. Тут демонструються матеріали, присвячені діяльності двох великих рабинських династій — цадика Менделя Хагера з Вижниці та Садагурського вундерребе Ісроеля Фрідмана (Ружинського цадика).
Цікаво представлене народне мистецтво євреїв, зокрема унікальні олійні розписи єдиної діючої зараз синагоги Бейт-Тфіла Беньяміна у Чернівцях і мацеви старих буковинських цвинтарів.

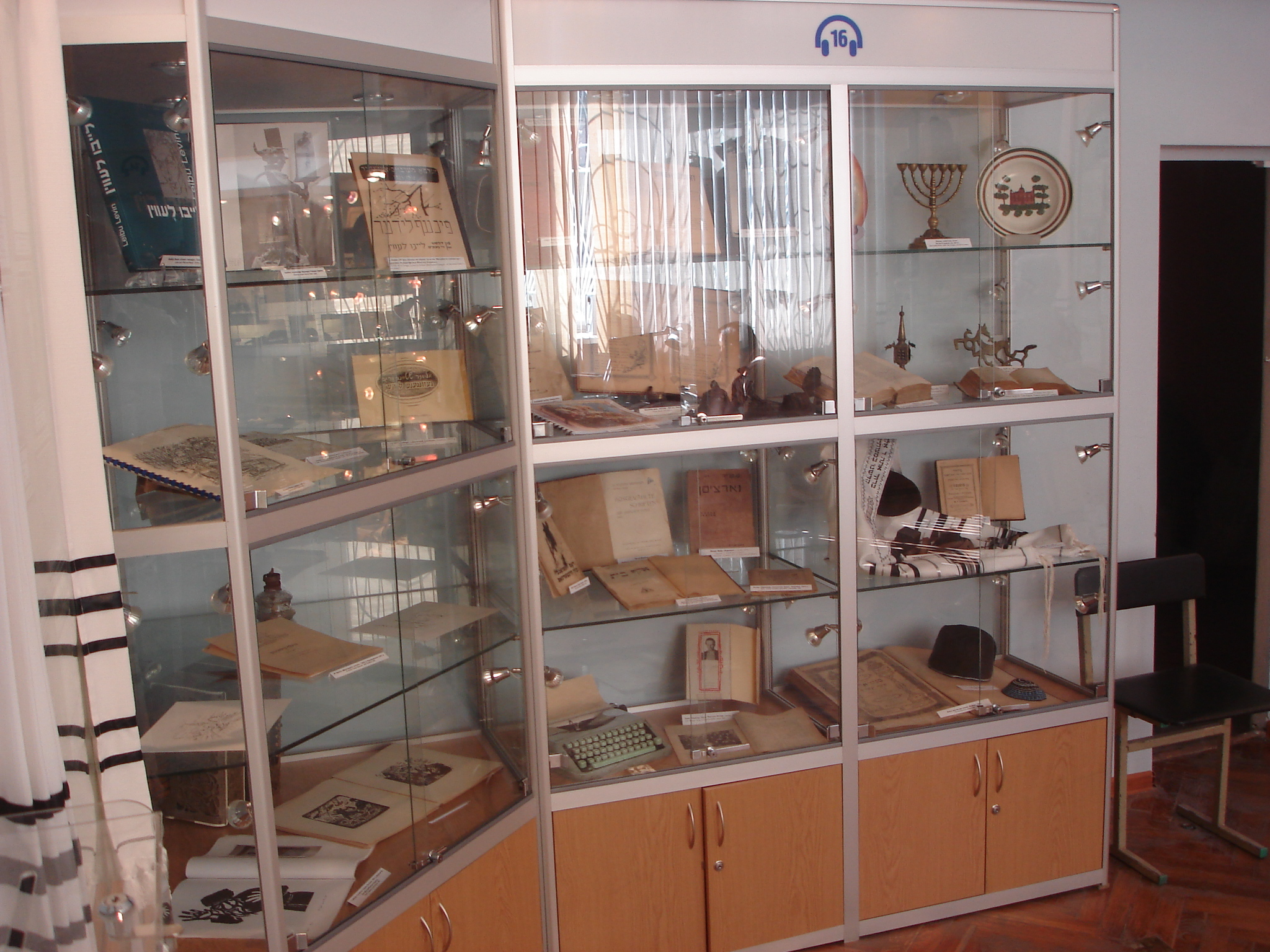
Фрагмент експозиції великої зали

### Велика зала
Експозиція великої зали знайомить з єврейським культурним та політичним рухом кінця xix — початку xx ст., а також повсякденним життям євреїв, їх професіями, уподобаннями та духовними потребами.

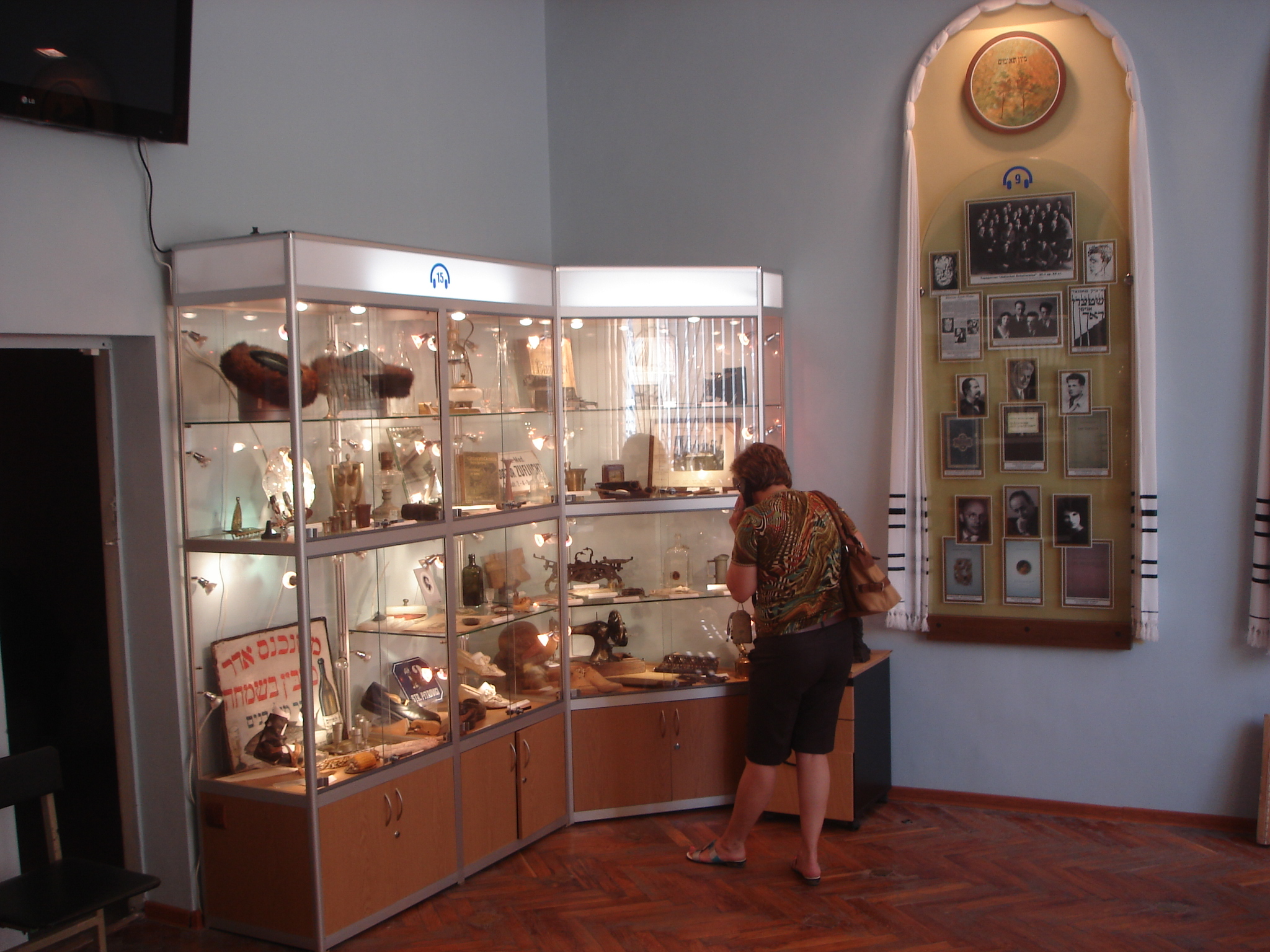
Фрагмент експозиції великої зали

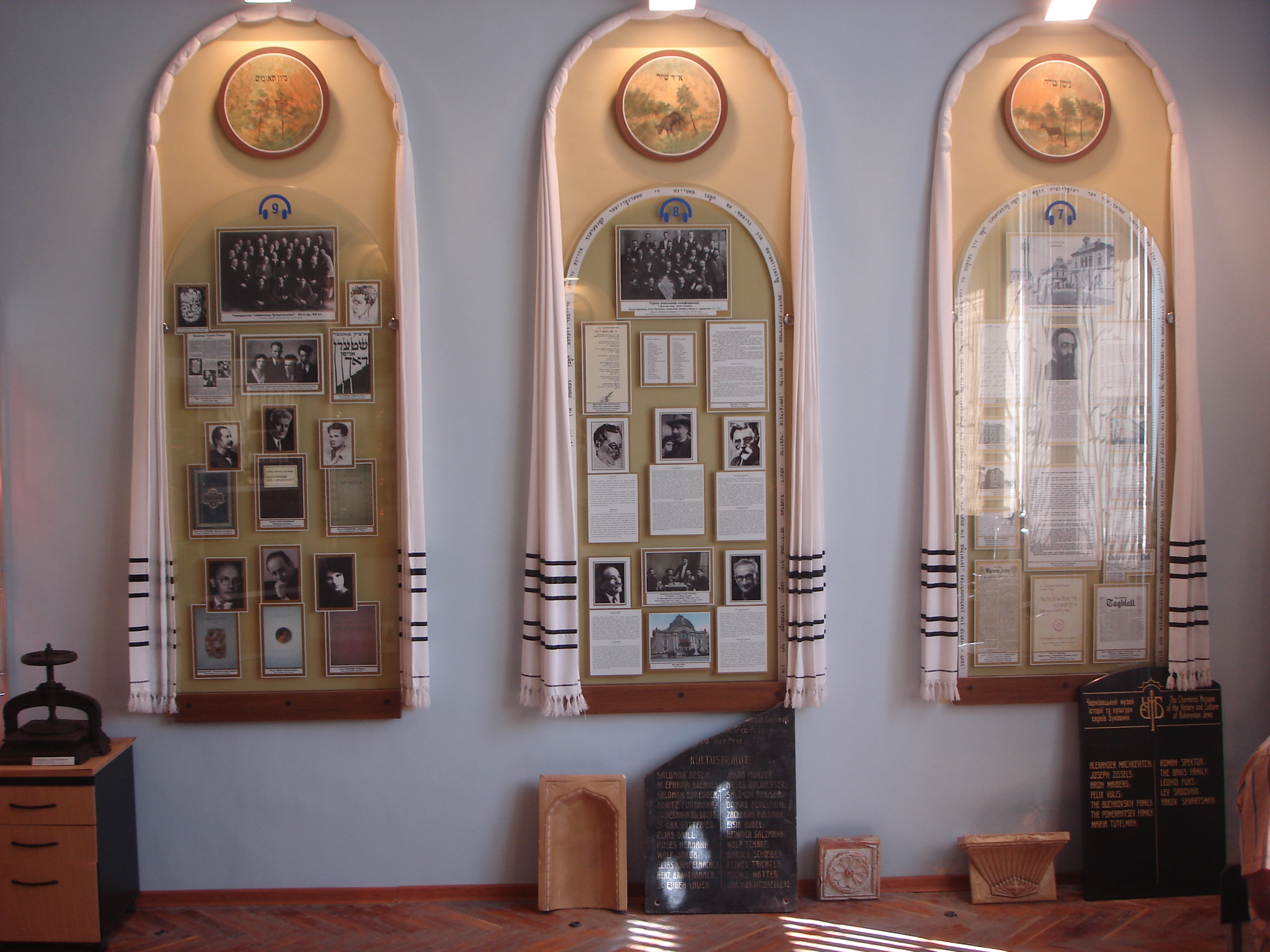
Фрагмент експозиції великої зали

Значне місце посідають матеріали, присвячені розвитку та діяльності Чернівецької міської єврейської громади. Тут показані різні сторони життя міських євреїв, представлені фотографії видатних громадських діячів.
Початок XX ст. у житті буковинського єврейства був відзначений його виходом на політичну арену, створенням політичних спілок та партій, боротьбою різних течій у суспільному житті.
Передусім це відображалося у різноманітних партійних періодичних виданнях, які показані в експозиції.
Окреме місце посідають матеріали, присвячені діяльності культурних товариств, що протистояли німецькій, а пізніше румунській асиміляції. Ґрунтовна розповідь присвячена першій всесвітній конференції мови їдиш (1908 р.). У період між двома Світовими війнами культура відігравала вагому роль в житті буковинського єврейства.
Театр і книга — це те, без чого не можна уявити буковинського єврея. Буковина дала світові низку відомих науковців, письменників та поетів, артистів і музикантів. В експозиції представлені визначні майстри слова німецькомовної та їдишистської літератури: Еліезер Штейнбарг, Іцик Мангер, Пауль Целан, Роза Ауслендер, Карл Еміль Францоз та инші. Яскраві таланти працювали у станковому живописі, пластиці та графіці: Артур Кольник, Бернард Редер, Ізю Шерф тощо.
Катастрофа Другої світової війни не оминула буковинців. Документи архіву, фотографії, свідчення учасників цих подій завершують стислу експозицію історії буковинського єврейства.

### Поки не завершений розділ експозиції
Єдиний, ще не завершений стенд призначається для документів та фото, що відображають термін радянської окупації Буковини (1940—1941 рр.).

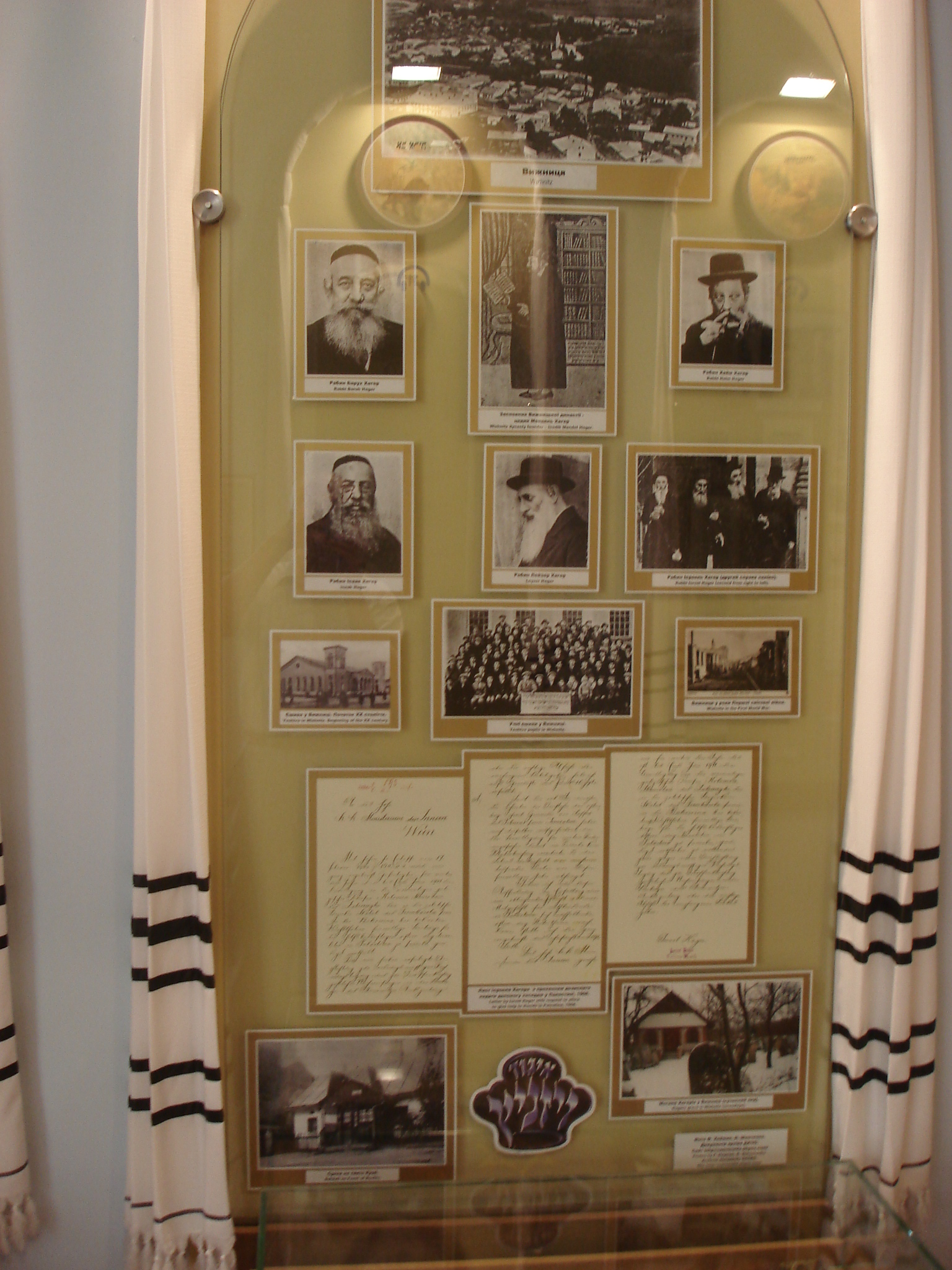
Фрагмент експозиції

### Експонати побуту
Предметний ряд музейної експозиції яскраво та наочно доповнює розповідь про духовне та повсякденне життя євреїв Буковини. Автентичні побутові речі дають уявлення про атмосферу давніх часів і наповнюють його реальним змістом.